# هيلين تورنر
هيلين تورنر (بالإنجليزية: Helen Turner)‏ هي رسامة أمريكية، ولدت في 13 نوفمبر 1858، وتوفيت في 31 يناير 1958.